# Hydroxipropylmetylcellulosa
Hydroxipropylmetylcellulosa (E464) är ett vitt, luktfritt och smaklöst pulver som är kemiskt tillverkat genom modifiering av cellulosa.
Det används som ett veganskt alternativ till gelatin i läkemedel och kosttillskott, som behandling för torra ögon och som glutenersättare i glutenfritt bröd. I glutenfritt bröd förbättras elasticiteten, stabiliteten, volymen och fuktinnehållet. Hydroxipropylmetylcellulosa kan inte tas upp av människor utan passerar genom matsmältningssystemet. Det är en EU- och FDA-godkänd livsmedelstillsats som anses vara giftfri för människor.